# Außengeld
Als Außengeld (englisch outside money) wird in der Geldtheorie und Volkswirtschaftslehre eine Geldschöpfung bezeichnet, die nicht auf einer entsprechenden Zunahme der Verschuldung privater Wirtschaftssubjekte beruht. Pendant ist das Innengeld. Aus der Perspektive des Privatsektors (Privathaushalte, nicht-staatliche Unternehmen und Geschäftsbanken) handelt es sich beim Außengeld um externes Geld, da es sich um den Gegenwert für Käufe staatlicher Institutionen – insbesondere der Zentralbanken – handelt, wodurch der Privatsektor einen Nettoanspruch gegen diese erhält. Die englische Bezeichnung wurde 1960 durch John G Gurley/Edward S Shaw  eingeführt. Beide Autoren beteiligten sich an dem damaligen Streit in der Geldtheorie, ob Geld auch Vermögen darstelle. Da beim Außengeld keine Verbindlichkeit des Privatsektors entsteht, ist es Vermögen, beim Innengeld entstehen durch das Kreditgeschäft der Geschäftsbanken an Unternehmen und Privathaushalte Forderungen (des Bankwesens) und Verbindlichkeiten (der Kreditnehmer), also konsolidiert kein Vermögen.

## Überblick
Außen- und Innengeld unterscheiden sich wie folgt:
| Art       | Forderung | Verbindlichkeit | Geldschöpfung durch | Beispiele                                                                                |
| --------- | --------- | --------------- | ------------------- | ---------------------------------------------------------------------------------------- |
| Außengeld | privat    | öffentlich      | Zentralbanken       | Ankauf von Devisen durch Zentralbanken                                                   |
| Innengeld | privat    | privat          | Geschäftsbanken     | Sichteinlagen, befristete Einlagen oder Spareinlagen von Nichtbanken bei Geschäftsbanken |

Bei konsolidierter Betrachtung stellt Zentralbankgeld eine Verbindlichkeit der Zentralbank gegenüber den Geschäftsbanken dar, ist also eine öffentliche Verbindlichkeit, die Geschäftsbanken haben eine private Forderung gegen die dem Staat gehörende Zentralbank (sofern diese im Besitz des Staates). Gesamtwirtschaftlich ist Außengeld kein Vermögen. Das gilt auch bei der konsolidierten Betrachtung von Innengeld, denn die Nichtbanken haben eine Forderung gegen die Geschäftsbanken, denen eine korrespondierende Verbindlichkeit der Geschäftsbanken gegenüber den Nichtbanken gegenüber steht. Innengeld wird durch die Kreditgewährung der Geschäftsbanken (konsolidiert) mit entsprechender Gutschrift auf einem Girokonto geschaffen.

## Geldmenge
Unter Außengeld ist derjenige Teil der Geldmenge zu verstehen, der eine Forderung des Privatsektors und eine korrespondierende Verbindlichkeit des öffentlichen Sektors darstellt, also im Wesentlichen das Zentralbankgeld. Die Zurechnung des Zentralbankgeldes zum Volksvermögen macht nur dann Sinn, wenn systematische Reaktionen des Staates und des Privatsektors auf ihre jeweiligen Forderungen und Verbindlichkeiten konzipiert werden.

## Rezeption

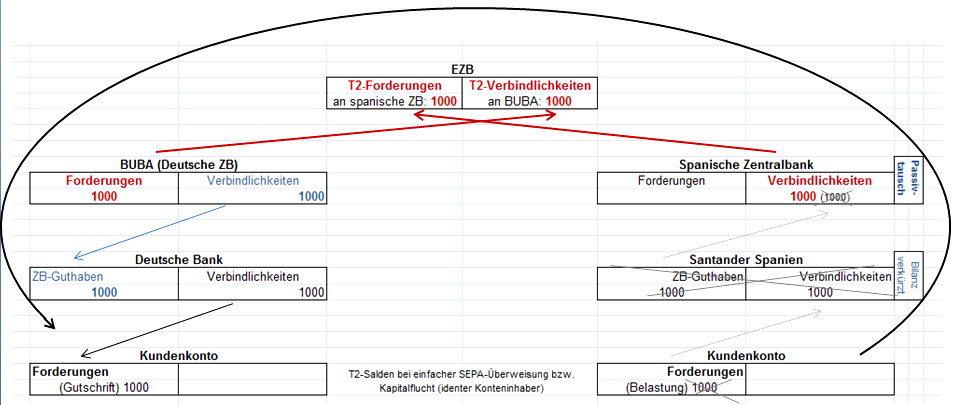
Target2-Salden-Veränderungen bei Überweisung von einem Land in ein anderes innerhalb des EZB-Euro-Systems.

Hans Werner Sinn zufolge würden im Eurosystem TARGET-Salden die Schaffung von Außengeld anzeigen. Er geht davon aus, dass eine Auslandsüberweisung vom Staat {\displaystyle A} in den Staat {\displaystyle B} zur Folge habe, dass die Zentralbank des Staates {\displaystyle A} von der Geschäftsbank, welche die Überweisung des Zahlungspflichtigen veranlasst hat, Zentralbankgeld einziehe und die Zentralbank des Staates {\displaystyle B} beauftragte, im Land {\displaystyle B} neues Zentralbankgeld zu schaffen (Geldschöpfung) und der Geschäftsbank des Zahlungsempfängers gutzuschreiben. Durch diese Buchungen räume die Zentralbank des Staates {\displaystyle B} der Zentralbank des Staates {\displaystyle A} einen Kredit ein. Dies geschieht im Eurosystem im Rahmen des Gironetzes TARGET. Da sich die gegenseitigen Zahlungsausgänge und Zahlungseingänge nicht täglich ausgleichen, entsteht in jedem Staat ein TARGET-Saldo. Ist dieser in einem Staat negativ (Sollsaldo), so müsse die Zentralbank ihren Geschäftsbanken im Staat {\displaystyle A} Zentralbankgeld zur Verfügung stellen, ohne dass hieraus eine Kreditforderung entstehe: dies sei dann Außengeld.
Die Europäische Zentralbank definiert Außengeld wie folgt:

„Der Unterschied zwischen Außen- und Innengeld ist, dass Außengeld Forderungen einer Volkswirtschaft darstellen, denen keine Verbindlichkeiten in gleicher Höhe gegenüberstehen.“

Damit vertritt die EZB die überwiegende Auffassung, dass Außengeld zum Vermögen gehöre. Die EZB steuert eigenen Angaben zufolge die Nachfrage der Geschäftsbanken nach Zentralbankguthaben – und damit die Menge an „Außengeld“ – hauptsächlich über die Festlegung der sehr kurzfristigen Zinssätze.

## Wirtschaftliche Aspekte
Die Unterscheidung zwischen Außen- und Innengeld hat unter geldtheoretischen Gesichtspunkten mit Blick auf den Vermögenscharakter des Geldes Bedeutung. Während dem Außengeld Vermögenscharakter zukommt, stellt nach überwiegender Auffassung das Innengeld kein Vermögensgut dar. Dem Außengeld stehen Verbindlichkeiten der öffentlichen Hand gegenüber oder umgekehrt Forderungen des Privatsektors gegen die öffentliche Hand. Unter Berücksichtigung des Auslandes werden auch Goldreserven und Forderungen an das Ausland (etwa Exportforderungen) zum Außengeld hinzugerechnet.
Wird die Geldschöpfung ausschließlich durch eine Zunahme der privaten Verschuldung ausgelöst, ändert sich das Nettovermögen nicht. Beim Außengeld wird dagegen das Nettovermögen erhöht. Vermögenseffekte bestehen jedoch nur dann, wenn mit einer Geldmengenänderung das Nettovermögen variiert. Bei einer Wertänderung von privaten Vermögenstiteln existiert ein solcher Vermögenseffekt beim Innengeld nicht, da den finanziellen Forderungen des Anlegers gleich hohe Verbindlichkeiten des Emittenten gegenüber stehen.
Typische Fälle des Außengeldes sind der Ankauf von Devisen im Rahmen der Devisenmarktintervention und der Ankauf von Staatsanleihen oder sonstigen öffentlichen Anleihen durch Zentralbanken (wie etwa bei den Wertpapierkaufprogrammen des Eurosystems). Außengeld entsteht ferner, wenn eine Zentralbank ein staatliches Haushaltsdefizit finanziert oder wenn Auslandsforderungen des Privatsektors durch das Bankensystem monetarisiert werden. Daraus kann gefolgert werden, dass Außengeld von der Zentralbank und Innengeld von den Geschäftsbanken produziert wird.
In einer modernen Volkswirtschaft besteht die Geldschöpfung sowohl aus Außen- als auch aus Innengeld. In der Eurozone macht das endogen geschöpfte Innengeld etwa 90 % der gesamten Geldmenge aus.